# Order Zasługi Ministerstwa Prokuratury Wojskowej
Order Zasługi Ministerstwa Prokuratury Wojskowej (port. Ordem do Mérito Ministério Público Militar) – wojskowe, resortowe odznaczenie państwowe, ustanowione przez brazylijską Naczelną Radę Prokuratury Wojskowej uchwałą nr 29 z dnia 26 marca 1999. Order nadawany jest w celu okazania wyjątkowego uznania i nagradza: brazylijskich wojskowych prokuratorów (za zasługi w ramach wykonywanych obowiązków służbowych), sędziów, prawników, prokuratorów, publicznych obrońców, członków Rady Adwokackiej Brazylii, urzędników Prokuratury Generalnej Sił Zbrojnych (za zasługi dla Prokuratury Wojskowej). Nagradzani są przedstawiciele władz i cywile, obywatele i cudzoziemcy, a także organizacje, flagi i sztandary.
Order posiada pięć stopni:
- I stopień – Krzyż Wielki (Grã-Cruz)
- II stopień – Wielki Oficer (Grande Oficial) – stopień wprowadzony 13 grudnia 2010[4]
- III stopień – Wysokie Wyróżnienie (Alta Distinção)
- IV stopień – Wyróżnienie (Distinção)
- V stopień – Dobra Służba (Bons Serviços)